# Lola Mayo
Lola Mayo (Badajoz, 1970) és guionista, productora i professora de cine, amb experiència en cine documental i en ensenyament de cine a diverses escoles i instituts. Ha desenvolupant projectes de ficció i ha estat becària de l'Acadèmia del Cine Espanyol, on ha començat a dirigir la seva primera pel·lícula.
Professora associada de cine documental a la Universitat Carles III de Madrid i ensenya cine a ECAM, l'escola audiovisual LENS i l’Institut del Cine de Madrid. Va ser coordinadora de la Càtedra de Documental A l’Escola de Cine de San Antonio de los Baños (Cuba), on allà funda el Màster de Creació de projectes documentals.
Ha coordinat dues edicions del Laboratori Feminista de Creació Documental al Centre Francesca Bonnemaison de Barcelona. És programadora dels festivals Documenta Madrid i Alcine. Actualment desenvolupa projectes de ficció amb els directors Pedro Aguilera i Manuel Martín Cuenca. Durant el 2021 ha estat becària de les Residències de l’Acadèmia del Cine Espanyol, on ha desenvolupat la seva primera pel·lícula com a directora: Libertad, igualdad, fraternidad.